# Сніжківська сільська рада (Буринський район)
Сні́жківська сільська́ ра́да — колишній орган місцевого самоврядування в Буринському районі Сумської області. Адміністративний центр — село Сніжки.

## Загальні відомості
- Населення ради: 697 осіб (станом на 2001 рік)

## Населені пункти
Сільській раді підпорядковані населені пункти:
- с. Сніжки
- с. Вишневий Яр
- с. Молодівка
- с. Пасьовини

### Колишні населені пункти
- хутір Коробки

## Склад ради
Рада складається з 12 депутатів та голови.
- Голова ради: Кузьменко Надія Михайлівна
- Секретар ради: Окопна Раїса Григорівна

### Керівний склад попередніх скликань
| Прізвище, ім'я, по батькові | Основні відомості                                                         | Дата обрання | Дата звільнення |
| --------------------------- | ------------------------------------------------------------------------- | ------------ | --------------- |
| Кузьменко Надія Михайлівна  | Сільський голова, 1962 року народження, освіта вища, позапартійна         | 26.03.2006   | 31.10.2010      |
| Кузьменко Надія Михайлівна  | Сільський голова, 1962 року народження, освіта вища, член Партії регіонів | 31.10.2010   |                 |

Примітка: таблиця складена за даними сайту Верховної Ради України